# Distrito de Alexander von Humboldt
El distrito de Alexander von Humboldt es uno de los siete que conforman la provincia de Padre Abad del departamento de Ucayali en el Oriente del Perú.  
Su nombre honra al geógrafo, astrónomo, humanista, naturalista y explorador alemán Alexander von Humboldt.
Desde el punto de vista jerárquico de la Iglesia católica, forma parte de la Vicariato apostólico de Pucallpa.

## Historia
Fue creado mediante Ley n.º 30310 del 16 de marzo de 2015, durante el gobierno del Presidente Ollanta Humala.

## Geografía
Abarca una superficie de 220,52 km². 
Su capital es el poblado de Alexander von Humboldt.

## Autoridades

### Municipales
- 2015-2018[5]
  - Alcalde: Rubén Castro Aliaga.
  - Regidores:

-Emerson Jorge Leyva.
-María Isabel Velezmoro Machuca.
-Eugenio Aldava Orizano.
-María Ayde Tanta Trejo.
-Celso Aranda.

### Policiales
- Comisario

### Religiosas
- Vicariato apostólico de Pucallpa
  - Vicario: Mons. Gaetano Galbusera Fumagalli, SDB.
- Parroquia[6]
  - Párroco: Pbro.

## Festividades
- Fiesta de San Juan